# Кукујеци (Калараш)
Кукујеци (рум. Cucuieți) насеље је у Румунији у округу Калараш у општини Платарешти. Oпштина се налази на надморској висини од 48 m.

## Становништво
Према подацима из 2002. године у насељу је живело 710 становника, од којих су сви румунске националности.